# Ouled Khalouf
Oueld Khalouf (également typographié Ouled Khelouf) est une commune de la wilaya de Mila en Algérie.

## Géographie

### Localisation
La commune d'Ouled Khelouf se situe au sud-est de la wilaya de Mila. Elle est constituée de deux agglomération principale, le chef-lieu à Oued Khelouf dans la partie nord et la seconde 15 km au sud, Hassi Bergoug.
| Tadjenanet          | Chelghoum Laid                             | Chelghoum Laid                |
| Tadjenanet          | Ouled Khelouf                              | M'chira                       |
| Ain Djasser (Batna) | Ain Djasser (Batna), Zana El Beida (Batna) | Bir Chouhada (Oum El Bouaghi) |

### Reliefs, géologie, hydrographie
La commune est constituée de deux plaines, une au nord, une au sud, séparées au centre par un petit massif montagneux où l'on trouve deux forêts d'une surface totale de 5600 Hectares au niveau du Djebel Tafrent (1290 m.) et Djebel Chebka (1072 m.).

### Hameaux et lieux-dits
Hameaux : Mechtat El Arbi, Mechtat Daya, Sidi Hamana, Mechtat Lahbal, Ain El Kebch, Chouf, Hassi Bergoug.

### Transports
Elle est traversée du nord au sud par un chemin communal qui permet de rejoindre Aïn Djasser.

## Histoire
Ouled Khellouf se trouve sur l'ancien territoire de Douar El Brana qui faisait partie de la commune de Châteaudun-du-Ruhmel. En 1956 la commune d'Ouled Khelouf est créée, en 1963 elle est intégrée à la commune nouvellement créée de Bir Chouhada. Elle est recréée en 1984.

## Démographie
| 1884  | 1892  | 1902  | 1987  | 1998   | 2008   |
| ----- | ----- | ----- | ----- | ------ | ------ |
| 1 746 | 3 673 | 4 320 | 8 884 | 10 058 | 11 396 |

## Administration
| Période | Période | Identité         | Étiquette | Qualité |
| ------- | ------- | ---------------- | --------- | ------- |
| 2012    | 2017    | mohammed hammana | rnd       |         |
| 2012    | 2017    | mohammed hammana | RND       |         |

## Vie quotidienne

### Sports
La commune compte une équipe sportive appelée Jeunesse Sportive d'Ouled Khelouf (JSOK) fondé en 1974.